# Matt Moussilou
Matt Devlin Moussilou Nassamba (ur. 1 czerwca 1982 w Paryżu) – kongijski piłkarz, grający na pozycji napastnika. Były reprezentant Francji do lat 21.
W 2006 roku związek piłki nożnej w Demokratycznej Republice Konga zgłosił się po tego zawodnika, by reprezentował ich barwy. FIFA nie zgodziła się jednak, by mający na koncie występy we francuskiej reprezentacji młodzieżowej zawodnik zadebiutował w kadrze afrykańskiej drużyny narodowej. Po zmianie przepisów od 2009 do 2013 grał jednak w reprezentacji Konga.